# 中华全国体育总会

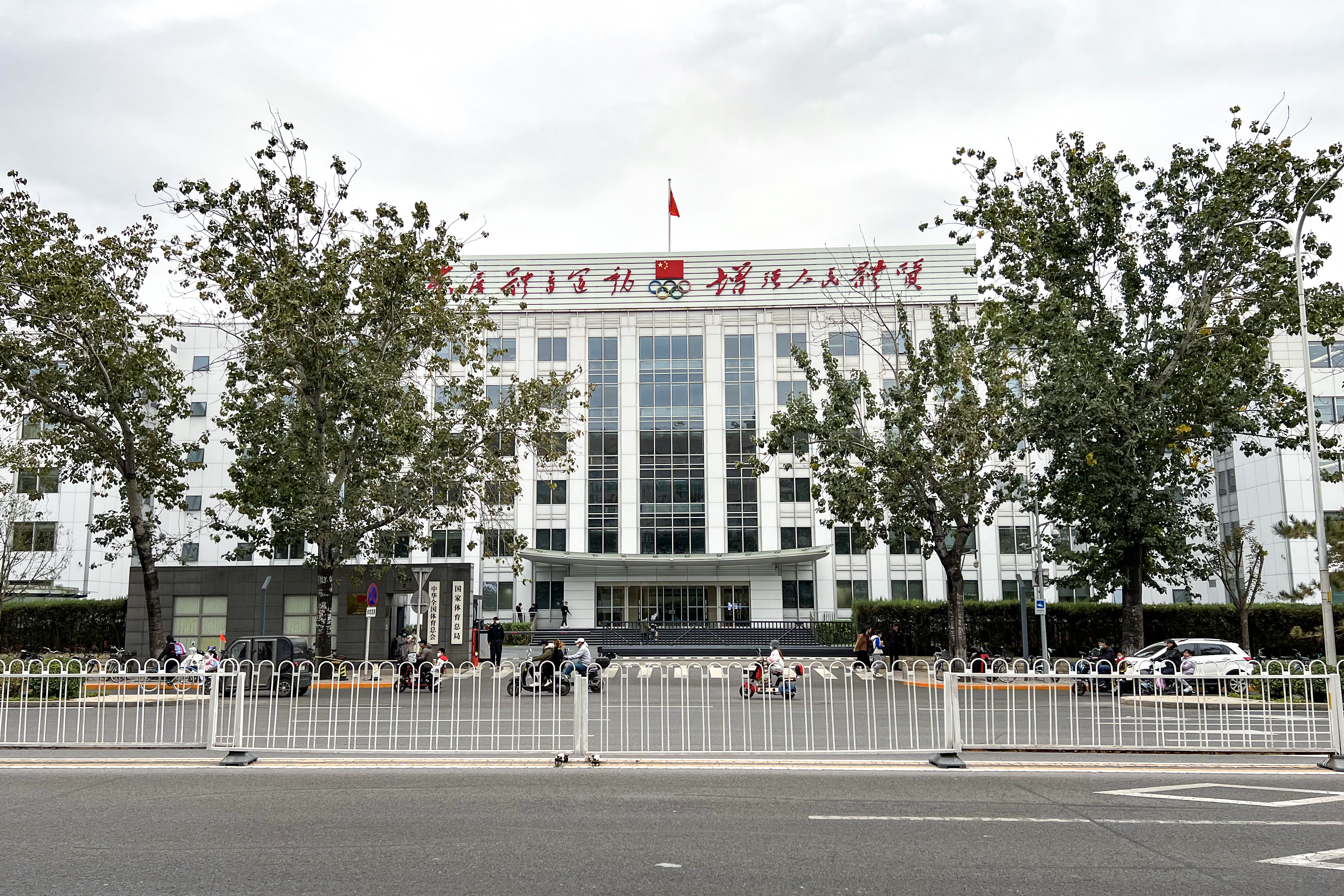
中华全国体育总会的牌子挂在国家体育总局

中华全国体育总会（简称全国体总）是中国一个非政府组织、非盈利性体育组织。它广泛领导中国境内的体育协会。
中华全国体育总会与国家体育总局一个机构两块牌子。

## 历史沿革
中华人民共和国成立后，中华全国体育总会由原中华全国体育协进会改组而成，于1949年10月下旬宣告成立，并致函国际奥委会等国际组织，要求承认中华全国体育总会为“中国唯一合法的全国性体育组织”，撤销对原体育协进会的承认。足球、篮球、游泳等国际单项体育联合会相继承认了中华全国体育总会的地位；但国际奥委会以中国政治局势不明朗为由，拒不承认。
1952年，由于苏联和芬兰等国的运作，中华人民共和国的体育代表团在奥运会闭幕前5天抵达了赫尔辛基，参加了第15届奥运会。1954年，国际奥委会雅典第50次会议上承认“中华全国体育总会”为中国唯一的全国性体育组织。但时任国际奥委会主席、艾弗里·布伦戴奇继续把中华民国奥林匹克委员会保留在国际奥委会承认的名单中。1958年8月19日，中华全国体育总会（中国奥委会）发表声明，中断与国际奥委会的关系。中华全国体育总会下属的十多个单项体育协会，也相继宣布退出有关国际单项体育联合会。
1979年11月26日，国际奥委会表決同意中华人民共和国國家奧林匹克委員會使用中國奧林匹克委員會（Chinese Olympic Committee）作為會員名稱；而原本使用該名稱的中華民國國家奧林匹克委員會，則改名為中華奧林匹克委員會（Chinese Taipei Olympic Committee）。同年，全国体总和中国奥林匹克委員会分立。

## 会员团体
- 中国足球协会
- 中国篮球协会
- 中国网球协会
- 中国体操协会
- 中国蹦床与技巧协会
- 中国健美操协会
- 中国射击协会
- 中国射箭协会
- 中国击剑协会
- 中国手球协会
- 中国垒球协会
- 中国棒球协会
- 中国举重协会
- 中国柔道协会
- 中国拳击协会
- 中国摔跤协会
- 中国田径协会
- 中国游泳协会
- 中国赛艇协会
- 中国帆船帆板运动协会（英语：Chinese Yachting Association）
- 中国冰球协会（英语：Chinese Ice Hockey Association）
- 中国滑冰协会
- 中国花样滑冰协会
- 中国滑雪协会
- 中国马术协会
- 中国乒乓球协会
- 中国羽毛球协会
- 中国曲棍球协会
- 中国自行车运动协会
- 中国跆拳道协会
- 中国空手道协会
- 中国皮划艇协会
- 中国铁人三项运动协会
- 中国现代五项运动协会
- 中国高尔夫球协会
- 中国橄榄球协会
- 中国轮滑协会
- 中国汽车摩托车运动联合会
- 中国武术协会
- 中国象棋协会
- 中国围棋协会
- 中国桥牌协会
- 中国门球协会
- 中国信鸽协会
- 中国龙狮运动协会
- 中国台球协会
- 中国龙舟协会
- 中国登山协会
- 中国拔河协会
- 中国飞镖协会
- 中国毽球协会
- 中国掷球协会
- 中国健美协会
- 中国滑水潜水摩托艇运动联合会
- 中国保龄球协会
- 中国风筝协会
- 中国国际象棋协会
- 中国体育舞蹈联合会
- 中国极限运动协会
- 中国壁球协会（英语：Chinese Squash Association）
- 中国软式网球协会
- 中国钓鱼运动协会
- 中国航空运动协会
- 中国航海模型运动协会
- 中国车辆模型运动协会
- 中国无线电和定向运动协会
- 中国健身气功协会
- 中国体育发展战略研究会
- 中国体育记者协会
- 中国老年人体育协会
- 中国企业体育协会（旗下会员参见行业体育协会）
- 中国冰壶协会（英语：Chinese Curling Association）
- 中国救生协会
- 中国排球协会